# Код апокалипсиса
«Код Апока́липсиса» — российский приключенческий боевик режиссёра Вадима Шмелёва, снятый по сценарию Шмелёва и Дениса Карышева. Премьера в кинотеатрах состоялась 4 октября 2007 года. 

## Сюжет
Террорист № 1 Джаффад Бен Зайиди похитил с затонувшей американской подлодки четыре ядерные боеголовки, спрятав их в крупнейших мегаполисах мира. Заряд деактивируется одиннадцатизначным кодом, узнать который можно, лишь собрав воедино цифры, известные трём приближённым Джаффада, которых никто не видел в лицо.
Но террориста убивают при странных обстоятельствах, а его бывший напарник по прозвищу Палач намерен привести бомбы в действие. По его следу пускаются объединившие усилия ЦРУ и ФСБ, чей агент Мари за несколько лет до этого внедрилась в группировку Джаффада. Теперь под новой легендой ей предстоит спасти мир.

## В ролях
| Актёр                   | Роль                                            |
| ----------------------- | ----------------------------------------------- |
| Анастасия Заворотнюк    | Мари (Дарья)                                    |
| Венсан Перес            | Луи Девье                                       |
| Владимир Меньшов        | Харитонов , генерал российских спецслужб        |
| Оскар Кучера            | Антон , помощник Мари (Дарьи)                   |
| Алексей Серебряков      | Сергей "Странник" , сотрудник спецподразделения |
| Олег Штефанко           | Майк Хатчинс                                    |
| Иван Шабалтас           | Зимин                                           |
| Александр Тютин         | Николай Петрович , директор ФСБ                 |
| Сергей Газаров          | олигарх в аэропорту                             |
| Борис Токарев           | офицер ФСБ                                      |
| Анатолий Котенёв        | генерал ФСБ                                     |
| Георгий Тесля-Герасимов | сотрудник ФСБ                                   |
| Анжелика Асланян        | эпизод: дублёр Мари (Дарьи)                     |

### Озвучивание
| Актёр          | Роль      |
| -------------- | --------- |
| Сергей Бурунов | Луи Девье |

## Сборы
При бюджете около 15 миллионов долларов фильм смог собрать в прокате в России и СНГ лишь около 8,5 миллионов.

## Факты
- Рабочее название фильма — «Красивая» (оперативный псевдоним агента ФСБ, в исполнении Анастасии Заворотнюк).
- Помимо Франции, Италии, Норвегии, Малайзии и Украины, съёмки планировались в Лос-Анджелесе и Гаване. В окончательный вариант сценария эти сцены не вошли, и съёмки были отменены.
- Режиссёр фильма Вадим Шмелев во время выбора натуры для съёмок налетал на самолёте[каком?] более 200 часов.
- На парижской улице Ампер ночью снимали погоню. Чтобы добавить света, на домах развесили гигантские гелиевые шары, и местные жители с удивлением выходили на балконы, чтобы полюбоваться фантастическим видом. Автомобильные трюки в этой сцене ставила команда каскадёров, работавшая в фильме «Такси».
- Во Флоренции в президентском люксе шикарного отеля The Westin Excelsior во время съёмок сработала противопожарная сигнализация, среагировав на мощный световой прибор, стоявший в коридоре. В итоге залило три этажа гостиницы вместе с бесценными гобеленами, картинами и антикварной мебелью. Вода с балконов стекала прямо на улицу. Только одна комната осталась сухой, потому что члены группы заткнули щель под дверью одеждой и сорок минут отсасывали воду пылесосом, чтобы не отменять съёмки.
- Новый образ спецагента — стрижку и грим — для Анастасии Заворотнюк разработал Арно Сольдуран, личный стилист Шэрон Стоун.
- Во время съёмок в Париже пришлось на день перекрыть одну из центральных улиц, а на площади de la Concorde — поставить 25-метровый подъёмный кран.
- Фильм был спародирован в телепередаче «Большая разница».
- Изначально героиня Заворотнюк должна была улетать из Малайзии на истребителе. Съёмки проходили в Кубинке. Для съёмок этого эпизода на один из МиГ-29УБ (б/н 80) нанесли опознавательные знаки и маркировку ВВС Малайзии. В окончательную версию фильма этот эпизод не вошёл, так как был заменён на эпизод с полётом на пассажирском самолёте.
- Съёмки проходили с 5 февраля по 6 апреля 2007 года. Релиз состоялся 2 октября.

## Награды и номинации
| Награды и номинации     | Награды и номинации               | Награды и номинации                 | Награды и номинации | Награды и номинации |
| Награда                 | Категория                         | Номинант                            | Результат           |                     |
| ----------------------- | --------------------------------- | ----------------------------------- | ------------------- | ------------------- |
| MTV Russia Movie Awards | «Лучшая женская роль»             | Анастасия Заворотнюк                | Номинация           |                     |
| MTV Russia Movie Awards | «Лучший поцелуй»                  | Анастасия Заворотнюк и Оскар Кучера | Номинация           |                     |
| MTV Russia Movie Awards | «Лучшая драка или сражение»       | Анастасия Заворотнюк и Венсан Перес | Номинация           |                     |
| MTV Russia Movie Awards | «Прорыв года»                     | Анастасия Заворотнюк                | Номинация           |                     |
| MTV Russia Movie Awards | «Самая зрелищная сцена»           | Анастасия Заворотнюк                | Номинация           |                     |
| «Телец»                 | «Лучший трюк в зарубежном фильме» | Владимир Орлов                      | Номинация           |                     |